# Franco Castellani
Pour les articles homonymes, voir Castellani.
Franco Castellani, né à Rome le 21 novembre 1915 et mort dans cette même ville le 4 août 1983 est un acteur italien.

## Biographie
Franco Castellani est né à Rome en 1915. Il a été actif aussi bien au cinéma qu'à la télévision entre les années 1940 et 1970.
Il a joué entre autres auprès de Vittorio Gassman dans un épisode du film Les Monstres (1963).
Acteur et réalisateur, il a fondé à Rome le Teatro dei Satiri dont il devient producteur et directeur artistique.
Il a été marié à l'actrice Elvy Lissiak.

## Filmographie partielle
- 1941 : Caravaggio, il pittore maledetto, réalisation de  Goffredo Alessandrini
- 1943 : L'Homme à la croix ( L'uomo dalla croce), réalisation de Roberto Rossellini
- 1945 : Posto di blocco ou Povera gente
- 1952 : Non ho paura di vivere
- 1955 :
  - Le Souffle de la liberté (Andrea Chénier), réalisation de Clemente Fracassi,
  - Adriana Lecouvreur, réalisation de Guido Salvini
- 1958 : Ville de nuit (Città di notte) de Leopoldo Trieste
- 1960 : L'Ange pourpre (The Angel Wore Red) (non crédité), réalisation de Nunnally Johnson
- 1962 : Una tragedia americana (série télévisée), réalisation de  Anton Giulio Majano
- 1963 :
  - Les Monstres (épisode : La raccomandazione), réalisation Dino Risi
  - Le Procès de Vérone (Il processo di Verona), réalisation de  Carlo Lizzani
  - Gli onorevoli , réalisation de  Sergio Corbucci
- 1965 :
  - Super 7 appelle le Sphinx (Superseven chiama Cairo), réalisation de Umberto Lenzi
  - Vita di Dante (série télévisée), réalisation de  Vittorio Cottafavi
- 1966 :
  - Tuez Johnny Ringo]  (Uccidete Johnny Ringo) réalisation de Gianfranco Baldanello
  - Le inchieste del commissario Maigret (série télévisée, épisode :La vecchia signora di Bayeux), réalisation de Mario Landi
  - Il conte di Montecristo (série télévisée, épisode Il tesoro), réalisation de Edmo Fenoglio
  - Le avventure di Laura Storm (série télévisée, épisode I due volti della verità), réalisation de Camillo Mastrocinque
  - Des fleurs pour un espion (Le spie amano i fiori) réalisation de Umberto Lenzi
- 1969 : Jekyll  (série télévisée, épisode :La pietà di novembre), réalisation de Giorgio Albertazzi
- 1970 :
  - I racconti di padre Brown (série télévisée, épisode : La croce azzurra), réalisation de Vittorio Cottafavi
  - Les Nuits de Dracula, réalisation de Jesús Franco.